# Croce di sant'Andrea (BDSM)

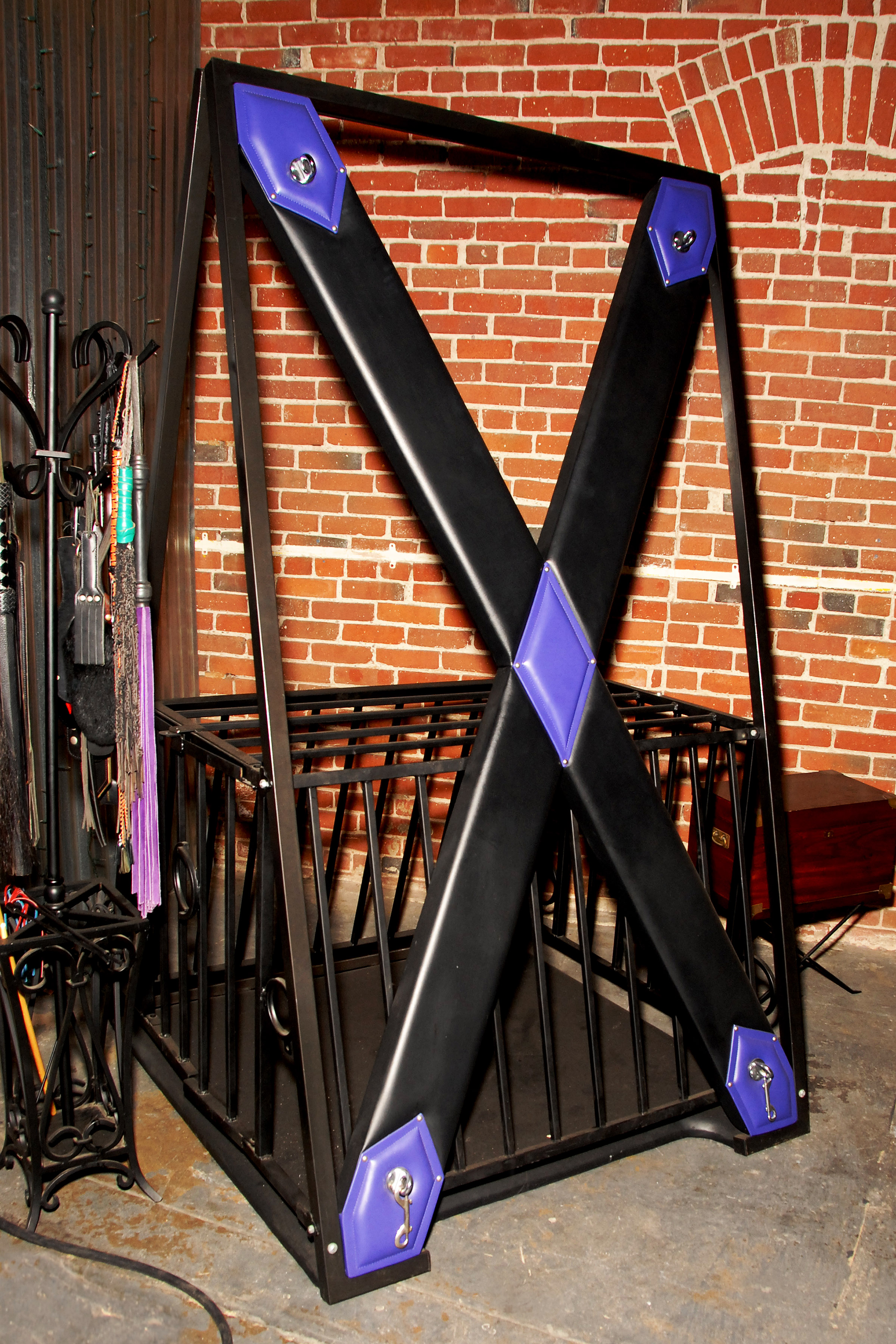
Croce di sant'Andrea in legno

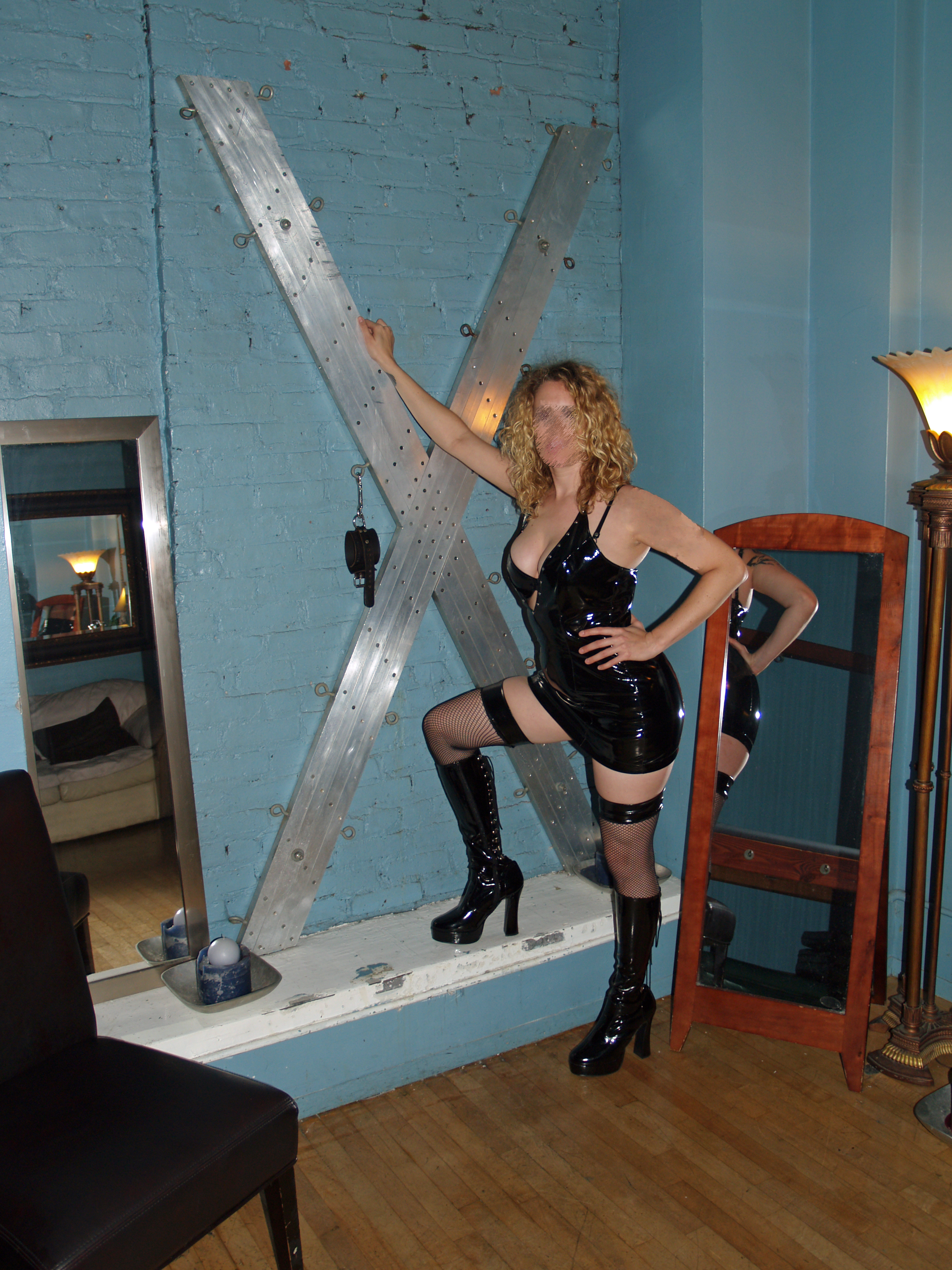
Croce di sant'Andrea in metallo

La croce di sant'Andrea è un'attrezzatura di uso comune nelle pratiche di BDSM, la cui funzione è quella di consentire di immobilizzare il corpo dello slave con braccia e gambe divaricate, in maniera che rimanga completamente accessibile.

## Struttura
Si tratta tipicamente di una croce in legno o in metallo a forma di X, ancorata al muro o con una base, che offre la possibilità di fissare caviglie, polsi e vita. Il sub può essere legato alla croce frontalmente o di spalle. È una delle attrezzature più comuni all'interno di un dungeon.